# 17147 Mariafields
17147 Mariafields è un asteroide della fascia principale. Scoperto nel 1999, presenta un'orbita caratterizzata da un semiasse maggiore pari a 2,898202 UA e da un'eccentricità di 0,087178, inclinata di 2,998706° rispetto all'eclittica. Ha un diametro di 5,441 km.